# Anti-Dive
Anti-Dive – sposób konstrukcji przedniego zawieszenia samochodu lub przednich widełek motocykla, przeciwdziałający pochylaniu się pojazdu do przodu podczas hamowania. 

## Historia
Nad systemem od 1969 roku pracowała Honda. Torque Reactive Anti-Dive Control (TRAC) po raz pierwszy zastosowano w 1980 roku w Hondzie NR500. 
System był popularny w latach 80. XX wieku. Korzystali z niego japońscy producenci motocykli. Firma Kawasaki dodawała dodatkowy zewnętrzny zawór powodujący utwardzenie widelca podczas hamowania. System ten nosił nazwę  Automatic Variable Damping System (AVDS). Pod koniec lat 80. XX wieku ten system został wyparty przez inne rozwiązania.
W 2020 roku do tej technologii wróciła firma Aprilla. 